# 张鸿恩
张鸿恩（？—？），桐城人，是一名清朝政治人物。监生出身。
张鸿恩曾于乾隆五十年(1785年)接替李振文任延平府知府一职，乾隆五十二年(1787年)由佟兆宁接任。